# 美國模擬法庭辯論賽
美國模擬法庭辯論賽（National Moot Court Competition）是美國最古老的模擬法庭辯論賽之一。該辯論賽由紐約市律師公會與美國律師審判學苑共同贊助，包括來自全美124所法學院的191支隊伍。這些隊伍將參加11月份的區域辯論賽，每個區域的前兩名隔年2月再參加於標誌性建築物之紐約市律師公會館舍所舉行的全國辯論賽。

## 參閱
- 紐約市律師公會
- 傑賽普國際法模擬法庭辯論賽
- 模擬法庭
- 美國律師審判學苑（英语：American College of Trial Lawyers）

## 外部連結
- National Moot Court Competition, New York City Bar Association.  （页面存档备份，存于）
- American College of Trial Lawyers. （页面存档备份，存于）
- YouTube上的The National Moot Court Competition
- YouTube上的(2018) 68th Annual National Moot Court Competition